# 濱田浩輔
濱田浩輔（日語：濱田浩輔，1985年11月10日—）是日本漫畫家。福岡縣筑紫野市出身。 

## 作品列表

### 連載
- 籃球神將：全2卷，於《週刊少年Jump》連載，東立出版社代理發行
- 睡衣女友：全3卷，於《週刊少年Jump》及《寶島少年》連載
- 羽球戰爭！：全16卷，2013年於《good!afternoon》32號連載開始，東立出版社代理發行。

### 單篇
- リライト
- 流星ストーム
- CLUTCH
- 戦国主義 信長×コント

## 備註
1. ↑  《週刊少年Jump》2007年41號

## 外部連結
- 濱田浩輔的X（前Twitter）